# 吾妻重二
吾妻 重二（あづま じゅうじ、1956年1月22日 - ）は、日本の東アジア思想史・文化史研究者。関西大学文学部教授。

## 経歴
出生から修学期
1956年、茨城県で生まれた。早稲田大学第一文学部東洋哲学専攻で学び、1978年に卒業。1981年から1983年まで、北京大学哲学系に文部省高級進修生として留学。
中国哲学研究者として
帰国後、関西大学文学部専任講師に就いた。後に助教授、1997年に教授昇格。2003年、学位論文『朱子学研究：伝統士大夫の思想とその位置』を早稲田大学に提出して文学博士号を取得。2010年度から2012年度まで、関西大学文学部長、文学研究科長、東アジア文化研究科長を務めた。また学校法人関西大学理事・評議員を兼任。2013年、学位論文『朱熹≪家禮≫實證研究』を関西大学に提出して文化交渉学博士号を取得。2020年より2023年まで関西大学東西学術研究所所長。2021年より2025年まで日本中国学会副理事長。関西大学体育会バドミントン部顧問。

### 委員・役員(学外)
- 日本中国学会評議員
- 日本道教学会理事
- 東方学会評議員
- 日本儒教学会評議員
- 国際儒学聯合会理事
- 台湾中央研究院歴史語言研究所學諮委員会委員
- 日田市世界遺産登録検討委員会委員
- 泊園記念会会長

## 受賞・栄典
- 1995年10月：日本中国学会賞
- 1995年12月：馮友蘭学術研究会研究賞

## 研究内容・業績
専門は中国思想史。朱子学や儒教、儒教儀礼、書院・私塾などを中国、韓国、ベトナム、琉球、日本の広がりを視野に入れつつ調査・研究する。

## 著作

### 単著
- 『朱子学の新研究』創文社 2004[3]
- 『宋代思想の研究：儒教・道教・仏教をめぐる考察』関西大学出版部 2009[4]
- 『泊園書院歴史資料集』泊園書院資料集成１、関西大学出版部 2010[5]
- 『泊園記念会創立50周年記念論文集』（編著、関西大学出版部 2011[6]
- 『関西大学泊園文庫 自筆稿本目録稿』関西大学アジア文化研究センター 2012-2013

1. 甲部 2012[7]
2. 丙部 2013[8]

- 『朱熹《家礼》実証研究』呉震訳、華東師範大学出版社 2012
- 『泊園文庫印譜集』泊園書院資料集成２、関西大学出版部 2013[9]
- 『泊園書院：なにわの学問所・関西大学のもう一つの源流』関西大学泊園記念会 2016
- 『新聞「泊園」：附 記事名・執筆者一覧 人名索引』泊園書院歴史資料集３、関西大学出版部 2017[10]
- 『朱子学的新研究：近世士大夫思想的展开』傅錫洪ら訳、商務印書館 2017
- 『石濵純太郎没後50年記念　石濵純太郎とその学問・人脈 展観目録』関西大学東西学術研究所・泊園記念会 2018
- 『東西学術研究と文化交渉：石濱純太郎没後50年記念国際シンポジウム論文集』編著、関西大学出版部 2019[11]
- 『藤澤南岳没後百年記念「南岳百年祭」：「藤澤南岳の書と芸術」展観目録』関西大学東西学術研究所・泊園記念会 2020
- 『愛敬与儀章：東亜視域中的《朱子家礼》』呉震ら訳、上海古籍出版社 2021[12]
- 『藤澤南岳日記』１　泊園書院歴史資料集４-１、関西大学出版部 2025[13]

### 共編著
- 『国際シンポジウム 東アジア世界と儒教』黄俊傑共編、東方書店 2005[14]
- 『東アジアの儀礼と宗教』二階堂善弘と共編、雄松堂出版 2008[15]
- 『思想与文献：日本学者宋明儒学研究』呉震と共編、華東師範大学出版社 2010
- 『東アジアの宗教と思想』小田淑子と共編、丸善出版 2011[16]
- 『朱子家礼と東アジアの文化交渉』朴元在共編、汲古書院 2012[17]
- 『東アジアにおける伝統教養の形成と展開に関する学際的研究：書院・私塾教育を中心に』（平成21年度～平成24年度科学研究費補助金・基盤研究（Ａ）（一般）研究成果報告書，課題番号 21242001) 2013
- 『文化交渉学のパースペクティブ』(ICIS国際シンポジウム論文集) 編著、関西大学出版部 2016[18]
- 『泊園書院と漢学・大阪・近代日本の水脈』(関西大学創立130周年記念泊園書院シンポジウム論文集)編著、関西大学出版部 2017[19]
- 『泊園書院の人びと：その702人』横山俊一郎著、吾妻重二監修、清文堂出版 2022[20]
- 『「南岳百年祭」記念論文集』編著、関西大学出版部 2021[21]
- 『東亞《家禮》文獻彙編』全13冊〔中国〕呉震・〔韓国〕張東宇と共編　中国篇３冊、日本篇４冊、朝鮮篇５冊、越南篇１冊上海古籍出版社 2024

### 校註・資料集成
- 『家礼文献集成 日本篇 1』関西大学出版部 2010[22]
- 『家礼文献集成 日本篇 2』関西大学出版部 2013[23]
- 『家礼文献集成 日本篇 3』関西大学出版部 2015[24]
- 『家礼文献集成 日本篇 4』関西大学出版部 2015[25]
- 『家礼文献集成 日本篇 5』関西大学出版部 2016[26]
- 『家礼文献集成 日本篇 6』関西大学出版部 2016[27]
- 『家礼文献集成 日本篇 7』関西大学出版部 2018[28]
- 『家礼文献集成 日本篇 8』関西大学出版部 2019[29]
- 『家礼文献集成 日本篇 9』関西大学出版部 2021[30]
- 『家礼文献集成 日本篇10』関西大学出版部 2022[31]
- 『家礼文献集成 日本篇11』関西大学出版部 2023[32]
- 『家礼文献集成 日本篇12』関西大学出版部 2024[33]
- 『家礼文献集成 日本篇13』関西大学出版部 2025[34]

- 『『朱子語類』訳注』(84～86巻) 吾妻重二・井澤耕一・洲脇武志訳注、汲古書院 2014[35]
- 『『朱子語類』訳注』(87～88巻) 吾妻重二・秋岡英行・白井順・橋本昭典・藤井倫明訳注、汲古書院 2015[36]
- 『《朱子家禮》宋本彙校』朱熹撰、吾妻重二彙校、上海古籍出版社 2020[37]

### 訳書
- 『中国哲学史　成立篇』馮友蘭著、柿村峻と共訳、冨山房 1995[38]
- 『朱熹『家礼』の版本と思想に関する実証的研究』（平成12年度～14年度科学研究費補助金・基盤研究(C)(2) 研究成果報告書，課題番号12610017) 2003
- 『新唯識論』熊十力著、訳注、関西大学出版部 2004[39]
- 『馮友蘭自伝：中国現代哲学者の回想』馮友蘭著、訳注、平凡社東洋文庫 2007

1. 1巻[40]
2. 2巻[41]

論文
- 関西大学
- 国立情報学研究所収録論文 国立情報学研究所